# NHT Linhas Aéreas
NHT Linhas Aéreas – nieistniejąca brazylijska linia lotnicza z siedzibą w Porto Alegre.
W 2013 roku linia zaprzestała wszelkiej działalności.